# 三帶筒今花蟲
三帶筒今花蟲（学名：Cryptocephalus trifasciatus）为金花蟲科筒金花蟲屬下的一个种。